# Bernard de Merode
Bernard de Merode, seigneur de Rummen et seigneur de Ramsdonk, plus connu sous le nom de Waroux, est un chef de guerre protestant, signataire du Compromis des nobles, né à Liège, ou dans ses environs, vers 1525, et mort à Cologne vers 1591. Par son mariage, il devint propriétaire du château de Houtem, aujourd'hui Kapelle-op-den-Bos.

## Biographie
Son père Richard avait été bourgmestre de Liège à plusieurs reprises. Sa mère lui légua la terre de Waroux en Hesbaye. Réformé convaincu, il fut un des premiers signataires du compromis des nobles et un partisan du Prince d'Orange. Il est frappé de bannissement à l'arrivée du duc d'Albe et ses biens sont confisqués. Le 30 août 1572, il s'empare de Malines où il se maintient jusqu'au 1er octobre.
Il faisait partie des signataires du Compromis des Nobles et aussi de la délégation qui présenta la deuxième Supplication des Nobles à Marguerite de Parme en 1566. Après l'arrivée d'Alva, il fut condamné par le Conseil des Troubles en 1568 et perdit ses biens. Il s'enfuit avec sa famille à Cologne.
Disciple de Guillaume d'Orange, il participe à sa deuxième invasion et s'empare de Malines pour le prince le 30 août 1572. Des complices lui avaient ouvert la Nekkerspoelpoort tôt le matin. De Malines, il marcha jusqu'à Termonde, où les églises de Lippelo et de Malderen furent pillées par ses troupes en cours de route. Il était à la tête de la garnison orange à Malines, mais quitta la ville le 1er octobre face à l'avancée de Don Fadrique. Le lendemain, Malines subit la Furie espagnole.
À partir de 1581, Merode était l'adjoint de Guillaume d'Orange en Frise, où il devint tellement détesté qu'il fut rappelé en 1583 et remplacé par le comte Guillaume-Louis de Nassau-Dillenbourg.

## Mariage et descendance
Il épousa Maria van Zevenbergen. De son mariage sont nés les enfants suivants :
- Madeleine de Mérode (1565-1615)
- Agnès van Mérode (1565-). Elle épousa Bernard de la Douve en 1590.
- Floris van Merode (1570-1627) seigneur de Rummen. Il épousa (1) Maria van Merode (1566-1619) en 1591. Il épousa (2) Margaretha van Gendt en 1606.
- Bernard van Merode (1570-1640) (nl), seigneur d'Asten et de Grambais, infâme persécuteur de sorcières. Il épousa Catharina van Brederode vers 1595.